# Menglerbau

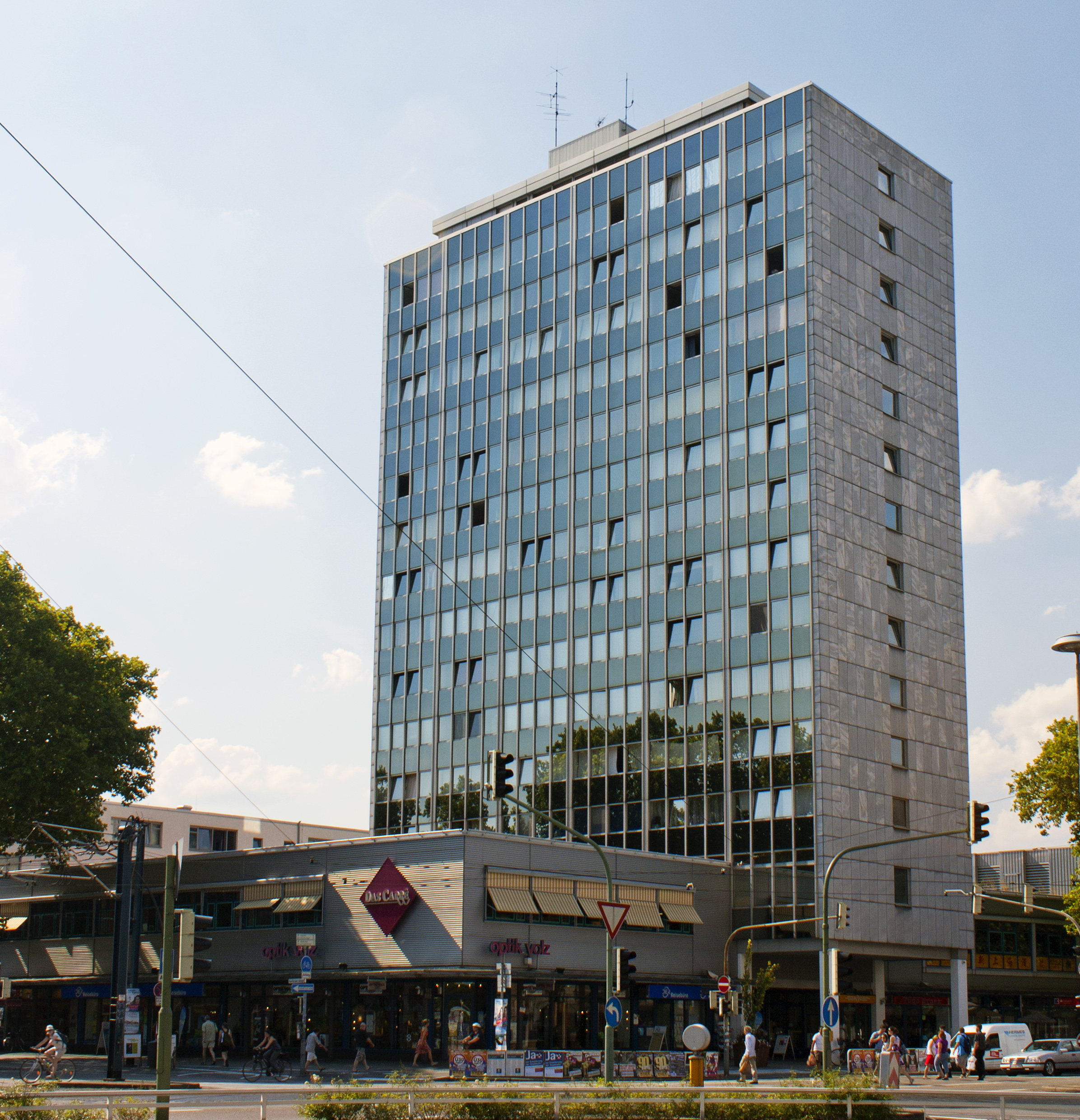
Der Menglerbau

Der Menglerbau ist das erste Wohnhochhaus in Heidelberg und bis heute das einzige im Stadtzentrum. Es wurde 1961 als Wohn- und Geschäftshaus („Das Carré“) in unmittelbarer Nähe des Bismarckplatzes errichtet und befindet sich an der Ecke Rohrbacher Straße/Kurfürstenanlage auf dem Gelände des früheren Heidelberger Hauptbahnhofs, der 1955 verlegt und anschließend abgerissen wurde. Benannt ist es nach seinem Erbauer Jakob Wilhelm Mengler.
Der Baukomplex lebt von dem Kontrast zwischen dem Scheibenhochhaus und dem damit verzahnten, quergelagerten City Center. Dieser zweigeschossige Baukörper zeichnet sich durch seinen rechteckigem Grundriss aus. Er umschließt einen später überdachten Lichthof und ist auf der Nordseite um zwei Wohngeschosse erhöht. Die öffentliche Funktion des Carré unterstreichen die vollständig verglaste Erdgeschoßzone und die großzügige Fensterzone im Obergeschoss, die durch die spätere Umgestaltung (Aluminiumverkleidung etc.) entscheidende Änderungen erfuhr.